# Ilhéus-Itabuna
Ilhéus-Itabuna is een van de 32 microregio's van de Braziliaanse deelstaat Bahia. Zij ligt in de mesoregio Sul Baiano en grenst aan de Atlantische Oceaan in het oosten, de microregio Porto Seguro in het zuiden, de mesoregio Centro-Sul Baiano in het westen en noordwesten en de microregio Valença in het noordoosten. De microregio heeft een oppervlakte van ca. 21.309 km². Midden 2004 werd het inwoneraantal geschat op 1.079.089. Het gebied is de bakermat van de Braziliaanse cacaoproductie.
41 gemeenten behoren tot deze microregio:
| - Almadina - Arataca - Aurelino Leal - Barra do Rocha - Barro Preto - Belmonte - Buerarema - Camacan - Canavieiras - Coaraci - Firmino Alves - Floresta Azul - Gandu - Gongogi - Ibicaraí - Ibirapitanga - Ibirataia - Ilhéus - Ipiaú - Itabuna - Itacaré | - Itagibá - Itaju do Colônia - Itajuípe - Itamari - Itapé - Itapebi - Itapitanga - Jussari - Mascote - Nova Ibiá - Pau Brasil - Santa Cruz da Vitória - Santa Luzia - São José da Vitória - Teolândia - Ubaitaba - Ubatã - Una - Uruçuca - Wenceslau Guimarães |

Mesoregio's: Centro-Norte Baiano · Centro-Sul Baiano · Extremo Oeste Baiano · Metropolitana de Salvador · Nordeste Baiano · Sul Baiano · Vale São-Franciscano da Bahia

Microregio's: Alagoinhas · Barra · Barreiras · Bom Jesus da Lapa · Boquira · Brumado · Catu · Cotegipe · Entre Rios · Euclides da Cunha · Feira de Santana · Guanambi · Ilhéus-Itabuna · Irecê · Itaberaba · Itapetinga · Jacobina · Jequié · Jeremoabo · Juazeiro · Livramento do Brumado · Paulo Afonso · Porto Seguro · Ribeira do Pombal · Salvador · Santa Maria da Vitória · Santo Antônio de Jesus · Seabra · Senhor do Bonfim · Serrinha · Valença · Vitória da Conquista